# Скотт (округ, Кентукки)
Скотт (англ. Scott County) — округ в штате Кентукки, США. Официально образован в 1792 году, получил своё название в честь американского военного и 4-го губернатора Кентукки Чарльза Скотта. По состоянию на 2013 год, численность населения составляла 49 947 человека.

## География
По данным Бюро переписи США, общая площадь округа равняется 738,928 км2, из которых 737,426 км2 суша и 1,476 км2 или 0,200 % это водоёмы.

## Население
По данным переписи населения 2000 года в округе проживает 33 061 жителей в составе 12 110 домашних хозяйств и 8 985 семей. Плотность населения составляет 45,00 человек на км2. На территории округа насчитывается 12 977 жилых строений, при плотности застройки около 18-ти строений на км2. Расовый состав населения: белые — 91,94 %, афроамериканцы — 5,35 %, коренные американцы (индейцы) — 0,26 %, азиаты — 0,50 %, гавайцы — 0,01 %, представители других рас — 0,82 %, представители двух или более рас — 1,13 %. Испаноязычные составляли 1,61 % населения независимо от расы.
В составе 38,50 % из общего числа домашних хозяйств проживают дети в возрасте до 18 лет, 58,80 % домашних хозяйств представляют собой супружеские пары проживающие вместе, 11,50 % домашних хозяйств представляют собой одиноких женщин без супруга, 25,80 % домашних хозяйств не имеют отношения к семьям, 21,00 % домашних хозяйств состоят из одного человека, 7,00 % домашних хозяйств состоят из престарелых (65 лет и старше), проживающих в одиночестве. Средний размер домашнего хозяйства составляет 2,61 человека, и средний размер семьи 3,01 человека.
Возрастной состав округа: 26,30 % моложе 18 лет, 11,80 % от 18 до 24, 32,60 % от 25 до 44, 20,40 % от 45 до 64 и 20,40 % от 65 и старше. Средний возраст жителя округа 32 лет. На каждые 100 женщин приходится 95,80 мужчин. На каждые 100 женщин старше 18 лет приходится 90,70 мужчин.
Средний доход на домохозяйство в округе составлял 47 081 USD, на семью — 54 117 USD. Среднестатистический заработок мужчины был 40 604 USD против 25 767 USD для женщины. Доход на душу населения составлял 21 490 USD. Около 7,30 % семей и 8,80 % общего населения находились ниже черты бедности, в том числе — 11,00 % молодёжи (тех, кому ещё не исполнилось 18 лет) и 12,10 % тех, кому было уже больше 65 лет.